# Andreas Omoenius
Andreas Omoenius, född 25 mars 1608 i Öms socken, död 6 september 1684 i Skara, var en svensk biskop.

## Biografi
Omoenius var son till bonden Ambjörn Andersson och Karin Jönsdotter. Efter skolgång i Skövde fortsatte han skolgången i Skara, Linköping och Nyköping, för att därefter läsa vid Västerås gymnasium. 1628 inskrevs han vid Uppsala universitet. Han prästvigdes 1633 för en tjänst som rektor vid Skövde skola, och kunde då fortsätta studierna utomlands. Han blev magister i Rostock 1637 varpå han tillbaka i Sverige fick en tjänst vid Skara skola. 1642 grundades Skara gymnasium, och Omenius blev då andre teologie lektor, för att 1649 bli förste teologie lektor.
Omoenius utsågs 1653 till domprost i Skara domkyrka. År 1677 blev han enhälligt vald till biskop i Skara stift. Under sina sista år var han sjuklig och sängliggande.
Omoenius gifte sig 1641 med en dotter till prosten i Skövde, Gunnar Bergin. Hon avled 1658 i samband med förlossning tillsammans med ett tvillingpar. Året därpå gifte han om sig med Helena, dotter till biskop Sveno Svenonis. I första äktenskapet fick han flera döttrar som gifte sig kvar i prästeståndet. Den ende sonen Erik var pastor i Tunhem.